# Wendelin Haid
Wendelin Haid (* 16. Oktober 1803 in Imnau; † 19. Oktober 1876 in Lautenbach) war ein deutscher römisch-katholischer Geistlicher, Bibliothekar und Kirchenhistoriker.

## Leben
Haid wurde am 20. September 1827 zum Priester geweiht und wurde Vikar, später Benefiziat in Überlingen. Ab 1841 war er Pfarrer in Neukirch, Andelshofen und Löffingen, in letzter Pfarrei auch Dekan. Im Jahre 1853 wurde er Pfarrer in der Gemeinde Lautenbach bei Oberkirch, welches Amt er bis zu seinem Tode 1876 ausübte.
In seinem vieljährigen Aufenthalt in Überlingen widmete er sich antiquarischen und archivalischen Studien und war von 1832 bis 1845 der erste ehrenamtliche Bibliothekar in der neugegründeten Leopold-Sophien-Bibliothek. Anfang der 1860er Jahre wurde er vom damaligen Direktor des Generallandesarchivs in Karlsruhe Franz Joseph Mone auf einen Codex aufmerksam gemacht, den Liber decimationis (deutsch: Zehntbuch) des Bistums Konstanz von 1275. Durch diese Urkunde und die eigene Sammlung entstand der Plan, ein Organ für kirchengeschichtliche Publikationen auf dem Gebiet des Erzbistums Freiburg zu gründen. Daher wurde er 1864 Mitbegründer des Kirchlich Historischen Vereins für Geschichte, Alterthumskunde und christliche Kunst der Erzdiöcese Freiburg und gab 1865 bis 1869 die ersten 4 Bände des Freiburger Diözesan-Archivs heraus, ab Band 5 übernahm die Herausgabe Joseph König. Im ersten Band erschien auch sogleich der Abdruck des Liber decimationis (Liber decimationis cleri Constanciensis pro Papa de anno 1275, S. 1–303). Diese Ausgabe wurde erst 2001 durch eine neue Ausgabe ersetzt.